# Поклонные и памятные кресты (Ростов-на-Дону)
Поклонные и памятные кресты  — монументальное сооружение в виде креста в городе Ростове-на-Дону.

## История и описание

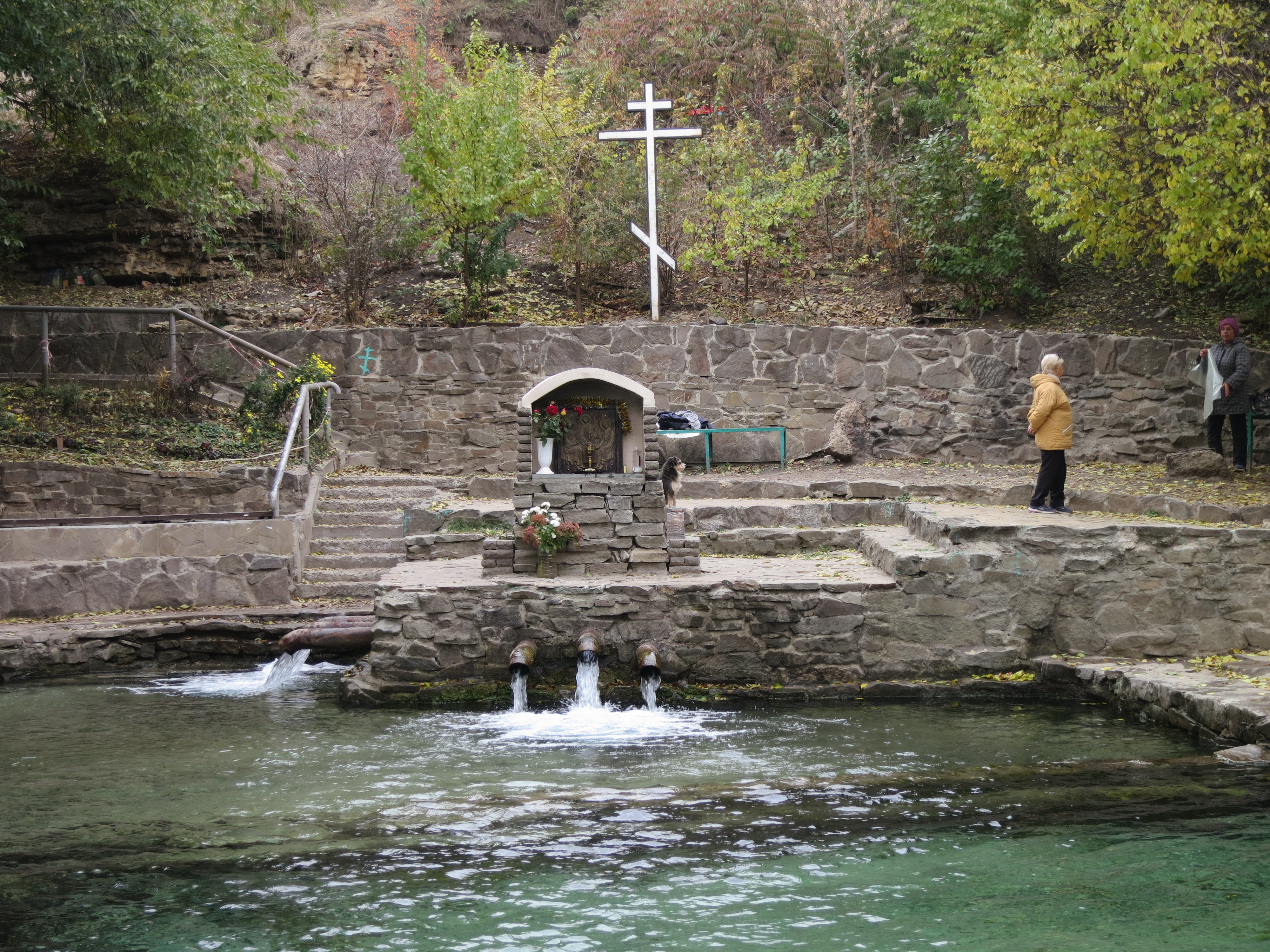
Поклонный крест над Гремучим источником

Поклонные и памятные кресты установлены в нескольких[каких?] районах города.
Международный фонд славянской письменности и культуры начал установку поклонных крестов в память основателей славянской письменности, святых Мефодия и Кирилла, в 1994 году; кресты были возведены в 31 городе, включая и Ростов-на-Дону.
В 1990-х годах был установлен поклонный крест над Гремучим источником (родником).
В 2001 году памятный крест погибшим за Россию казакам установлен недалеко от Преполовенской церкви в Железнодорожном районе.
В 2005 году поклонный крест установлен у входа на Северное кладбище на Орбитальной улице.